# Warden (Kent)
Warden è un villaggio con status di parrocchia civile dell'Inghilterra, appartenente alla contea del Kent e situato nell'isola di Sheppey.